# ديفيد ماتشادو
ديفيد ماتشادو هو كاتب برتغالي، ولد في 1978.